# الکترون‌شماری
الکترون شماری (به انگلیسی: Electron counting) سازوکاری برای دسته‌بندی، توصیف و پیش‌بینی ویژگی‌های الکترونی و پیوندی ترکیب‌های شیمیایی است.
مهمترین روش‌های الکترون‌شماری عبارتند از:
- قاعده هجده‌الکترونی، که در شیمی معدنی و شیمی آلی فلزی برای فلزهای واسطه بهره‌جویی می‌شود.
- قاعده هشت‌تایی، که در ساختارهای لوییس کاربرد دارد.
- نظریه جفت‌الکترون چارچوبی چندوجهی، که در شیمی خوشه‌ای و برای فلزات واسطه و گروه‌های اصلی استفاده می‌شود.

## ارزش عددی گروه‌های مختلف پیوندی
| لیگاند           | الکترون درگیر در حالت خنثی | الکترون درگیر در شمارش یونی |
| ---------------- | -------------------------- | --------------------------- |
| X                | 1                          | 2 (X-; X = F, Cl, Br, I)    |
| H                | 1                          | 2 (H-)                      |
| H                | 1                          | 0 (H+)                      |
| O                | 2                          | 4(O2-)                      |
| N                | 3                          | 6 (N3-)                     |
| NR3              | 2                          | 2 (NR3; R = H, alkyl, aryl) |
| CR2              | 2                          | 4 (CR22-)                   |
| اتیلن            | 2                          | 2 (C2H4)                    |
| cyclopentadienyl | 5                          | 6(C5H5-)                    |
| بنزن             | 6                          | 6 (C6H6)                    |